# 2018年亚洲运动会射箭比赛
2018年亞洲運動會射箭比賽為第十八屆亞洲運動會的其中一項競賽項目，共產生8面金牌；賽事於2018年8月22日至28日在印尼雅加達GBK射箭場舉行。

## 比赛时间表
包括的决赛以粗体显示。所有时间均为印度尼西亚西部时间(UTC+7)。
| 日期    | 時間  | 項目                     |
| ------- | ----- | ------------------------ |
| 8月21日 | 8:00  | 女子個人反曲弓（排名賽） |
| 8月21日 | 8:00  | 女子團體反曲弓（排名賽） |
| 8月21日 | 13:20 | 男子個人反曲弓（排名賽） |
| 8月21日 | 13:20 | 男子團體反曲弓（排名賽） |
| 8月21日 | 13:20 | 混合團體反曲弓（排名賽） |
| 8月22日 | 8:00  | 女子個人复合弓（排名賽） |
| 8月22日 | 8:00  | 女子團體复合弓（排名賽） |
| 8月22日 | 13:20 | 男子團體复合弓（排名賽） |
| 8月22日 | 13:20 | 男子團體复合弓（排名賽） |
| 8月22日 | 13:20 | 混合團體复合弓（排名賽） |
| 8月23日 | 8:00  | 女子個人反曲弓（64強賽） |
| 8月23日 | 9:10  | 男子個人反曲弓（64強賽） |
| 8月23日 | 10:10 | 女子個人反曲弓（32強賽） |
| 8月23日 | 10:10 | 男子個人反曲弓（32強賽） |
| 8月23日 | 10:50 | 女子個人反曲弓（16強賽） |
| 8月23日 | 10:50 | 男子個人反曲弓（16強賽） |
| 8月23日 | 12:30 | 女子個人反曲弓（8強賽）  |
| 8月23日 | 13:50 | 女子個人反曲弓（準決賽） |
| 8月23日 | 14:30 | 男子個人反曲弓（8強賽）  |
| 8月23日 | 15:50 | 男子個人反曲弓（準決賽） |
| 8月24日 | 8:35  | 混合團體反曲弓（16強賽） |
| 8月24日 | 9:40  | 混合團體复合弓（32強賽） |
| 8月24日 | 10:05 | 混合團體复合弓（16強賽） |
| 8月24日 | 12:00 | 混合團體反曲弓（8強賽）  |
| 8月24日 | 13:20 | 混合團體反曲弓（準決賽） |
| 8月24日 | 14:10 | 混合團體复合弓（8強賽）  |
| 8月24日 | 13:30 | 混合團體复合弓（準決賽） |
| 8月25日 | 8:30  | 女子團體反曲弓（16強賽） |
| 8月25日 | 9:20  | 男子團體反曲弓（32強賽） |
| 8月25日 | 9:50  | 男子團體反曲弓（16強賽） |
| 8月25日 | 11:25 | 女子團體反曲弓（8強賽）  |
| 8月25日 | 13:05 | 女子團體反曲弓（準決賽） |
| 8月25日 | 13:55 | 男子團體反曲弓（8強賽）  |
| 8月25日 | 15:35 | 男子團體反曲弓（準決賽） |
| 8月26日 | 9:00  | 女子團體复合弓（16強賽） |
| 8月26日 | 9:50  | 男子團體复合弓（16強賽） |
| 8月26日 | 11:25 | 女子團體复合弓（8強賽）  |
| 8月26日 | 13:05 | 女子團體复合弓（準決賽） |
| 8月26日 | 13:55 | 男子團體复合弓（8強賽）  |
| 8月26日 | 15:35 | 男子團體复合弓（準決賽） |
| 8月27日 | 8:30  | 女子團體反曲弓（決賽）   |
| 8月27日 | 9:20  | 男子團體反曲弓（決賽）   |
| 8月27日 | 12:00 | 混合團體反曲弓（決賽）   |
| 8月27日 | 12:50 | 混合團體复合弓（決賽）   |
| 8月28日 | 8:30  | 女子個人反曲弓（決賽）   |
| 8月28日 | 9:10  | 男子個人反曲弓（決賽）   |
| 8月28日 | 11:20 | 女子團體复合弓（決賽）   |
| 8月28日 | 12:10 | 男子個人反曲弓（決賽）   |

## 比賽場館
| 雅加達        |
| ------------- |
| GBK射箭場     |
| 容納人數: 256 |
| 雅加達        |

## 參賽國家和地區
共有來自29個國家和地區的268位運動員參賽。參賽國家和地區數創下紀錄，上一個高點為2014年亞洲運動會的27個國家和地區。
- （13）
- 不丹（8）
- 中国（8）
- 中国香港（8）
- 印度（16）
- 印度尼西亚（16）
- 伊朗（14）
- 伊拉克（2）
- 日本（8）
- （16）
- （5）
- 老挝（6）
- 马来西亚（16）
- 蒙古（14）
- 缅甸（6）
- 尼泊尔（5）
- 朝鲜（7）
- 巴基斯坦（8）
- 菲律宾（5）
- （7）
- 沙特阿拉伯（3）
- 新加坡（9）
- 韩国（16）
- 斯里兰卡（2）
- （4）
- 泰国（14）
- 中华台北（16）
- 阿拉伯联合酋长国（4）
- 越南（12）

## 獎牌統計

### 國家獎牌榜
| 排名 | 国家／地区 | 金牌 | 银牌 | 铜牌 | 總數 |
| ---- | ---------- | ---- | ---- | ---- | ---- |
| 1    | 韩国       | 4    | 3    | 1    | 8    |
| 2    | 中华台北   | 2    | 1    | 1    | 4    |
| 3    | 中国       | 1    | 0    | 2    | 3    |
| 4    | 日本       | 1    | 0    | 1    | 2    |
| 5    | 印度       | 0    | 2    | 0    | 2    |
| 6    | 印度尼西亚 | 0    | 1    | 1    | 2    |
| 7    | 朝鲜       | 0    | 1    | 0    | 1    |
| 8    | 伊朗       | 0    | 0    | 1    | 1    |
| 8    | 马来西亚   | 0    | 0    | 1    | 1    |
| 總計 | 總計       | 8    | 8    | 8    | 24   |

### 項目獎牌榜

#### 反曲弓
| 項目           | 金牌                                | 银牌                                    | 铜牌                                    |
| 男子个人反曲弓 | 金優鎮 · 韩国（KOR）                | 李雨錫 · 韩国（KOR）                    | 里奥·埃加·阿加塔 · 印度尼西亚（INA）    |
| 男子团体反曲弓 | 中华台北 · 羅偉旻 · 湯智鈞 · 魏均珩 | 韩国 · 金優鎮 · 李雨錫 · 吳真爀         | 中国 · 李佳倫 · 孫權 · 徐天宇           |
| 女子个人反曲弓 | 張心妍 · 中国（CHN）                | 迪娅南达·霍伊鲁尼萨 · 印度尼西亚（INA） | 姜彩荣 · 韩国（KOR）                    |
| 女子团体反曲弓 | 韩国 · 張惠珍 · 姜彩荣 · 李恩京     | 中华台北 · 雷千瑩 · 彭家楙 · 譚雅婷     | 日本 · 加藤綾乃 · 川中香緒里 · 杉本智美 |
| 混合团体反曲弓 | 日本 · 古川高晴 · 杉本智美          | 朝鲜 · Pak Yong-won · 姜恩珠            | 中国 · 徐天宇 · 張心妍                  |

#### 複合弓
| 項目           | 金牌                                  | 银牌                                                           | 铜牌                                                            |
| 男子团体复合弓 | 韩国 · 崔镕熙 · Hong Sung-ho · 金悰鎬 | 印度 · 阿布舍克·維爾馬 · Aman Saini · 拉賈·楚罕                | 马来西亚 · Alang Ariff Aqil · Lee Kin Lip · Mohd Juwaidi Mazuki |
| 女子团体复合弓 | 韩国 · 崔辅珉 · 蘇採元 · Song Yun-soo | 印度 · Jyothi Surekha Vennam · Madhumita Kumari · Muskan Kirar | 中华台北 · 陳麗如 · 陳怡瑄 · 林明靜                             |
| 混合团体复合弓 | 中华台北 · 潘宇平 · 陳怡瑄            | 韩国 · 金悰鎬 · 蘇採元                                         | 伊朗 · Nima Mahboubi Matbooe · Fereshteh Ghorbani               |

## 外部連結
- 2018年亞洲運動會射箭比賽